# Франсуа-Мішель Летельє, маркіз де Лувуа
Франсуа-Мішель Летельє, маркіз де Лувуа (фр. François-Michel Le Tellier, marquis de Louvois; 18 січня 1641 — 16 липня 1691) — граф де Тоннер з 1684 року, французький державний діяч, син Мішеля Летельє. У 1668 році призначений державним секретарем у військових справах (військовим міністром). Людовик XIV ставився до нього з великою довірою; його поради мали величезний вплив на зовнішню політику Франції.

## Біографія
Він був надзвичайно енергійний в роботі; його посадове листування займає не менше дев'ятисот томів in-folio. Він змінив спосіб вербування, спорядження та забезпечення продовольством військ та створив корпус офіцерів, який тримав у найсуворішому підпорядкуванні; нагородами та чинами заохочувалися військові таланти, які незабаром зробили французьку армію першою у світі. Під час воєн Людовика XIV Лувуа розробляв плани операцій та керував діями письмово або ж особисто, супроводжуючи короля. При цьому у нього часто відбувалися суперечки з полководцями, що не бажали його втручання та ображалися  на його горду зверхність. Зневажаючи інші нації, впевнений у силі Франції та її праві  збільшувати свої володіння за рахунок сусідів, він заохочував схильність короля до завоювань. Великим цинізмом у застосуванні насильницьких засобів відрізнялася вся його політика стосовно «возз'єднання». Насильницькі заходи проти гугенотів, так само як і спустошення Пфальца в 1689 році, приводилися у виконання за його активної участі.
Владолюбство та гордість створили йому багато ворогів; найбільше ненавиділа його пані Ментенон, і його положення вже стало доволі складним, коли він раптово помер.
1684 року він купив у Франсуа Жозефа де Клермон-Тоннер графство Тоннер.